# 栗塚省吾
栗塚 省吾（くりづか せいご、嘉永6年11月16日（1853年12月16日） - 大正9年（1920年）11月2日）は、日本の司法官僚、判事、弁護士、衆議院議員（立憲政友会）。位階・勲等は正三位勲三等。

## 経歴
越前松平家の家老で越前府中（現在の越前市）を領した本多氏の家臣の子として、江戸の本多邸で生まれた。漢学を学んだ後、渡辺洪基に英語を、村上英俊にフランス語を学んだ。藩命で大学南校（東京大学の前身校の一つ）に入学するが、1872年（明治5年）に司法省明法寮に転じた。1875年（明治8年）、パリ大学に留学し、1878年（明治11年）に法学士の称号を得た。引き続きパリ政治学院で学び、1880年（明治13年）に卒業した。
帰国後、司法省書記官、司法大臣秘書官、法律取調委員会委員書記などを歴任。1886年には東京仏学校（現・法政大学）の創立に参画した。さらに1890年（明治23年）に司法省民事局長に就任すると、翌年には大審院判事に転じ、部長を務めた後、1898年（明治31年）に退官した。退官後は、弁護士を開業した。
1902年の第7回衆議院議員総選挙に出馬し、当選。その後も第8回・第9回の総選挙に当選した。その他、本所区会議員に選ばれ、議長にも互選された。

## 栄典
位階
- 1886年（明治19年）7月8日 - 正六位[5]
- 1890年（明治23年）12月28日 - 従四位[6]
- 1896年（明治29年）2月10日 - 正四位[7]
- 1898年（明治31年）9月20日 - 従三位[8]
- 1920年（大正9年）11月2日 - 正三位[9]

勲章
- 1897年（明治30年）12月28日 - 勲三等瑞宝章[10]